# Batman: Co się stało z Zamaskowanym Krzyżowcem?
Batman: Co się stało z Zamaskowanym Krzyżowcem? (ang. Batman: Whatever Happened to the Caped Crusader?) – komiks z 2009 roku, opowiadający „ostatnią” historię o Batmanie. Scenariusz komiksu napisał Neil Gaiman, ilustracje stworzył Andy Kubert, a kolory Scott Williams. Komiks został wydany w dwóch częściach. Część pierwsza ukazała się lutym 2009 jako numer 686 serii Batman, część druga w kwietniu 2009 jako numer 853 serii Detective Comics. Oryginalnym wydawcą komiksu jest DC Comics, polskim zaś Egmont.
Tytuł komiksu jest odwołaniem do albumu Alana Moore’a Whatever Happened to the Man of Tomorrow?, stanowiącego ostatnią historię o Supermanie przed wznowieniem serii z nową numeracją odcinków.
W Polsce komiks wydany został w wersji jednotomowej, wzbogaconej o inne komiksy Gaimana o Batmanie: Czarno-biały świat, Korowód, Grzechy pierworodne i Drzwi do zagadki.

## Fabuła
Komiks przedstawia wydarzenia mające miejsce po śmierci Batmana, kiedy jego przyjaciele i wrogowie pojawiają się na jego pogrzebie. Każde z nich opowiada inną historię na temat śmierci bohatera.

### Część pierwsza
Odbywa się pogrzeb Batmana. Ma on miejsce w Crime Alley, tam gdzie Bruce Wayne stracił rodziców. Na pogrzeb przybywają przyjaciele i wrogowie Batmana: Selina Kyle, Alfred, Dwie Twarze, Joker, komisarz Jim Gordon z przybraną córką Barbarą. Selina Kyle opowiada swoją historię o Batmanie. Poznała go kiedy jako Kobietę-Kota złapał ją na próbie kradzieży. Selina zakochała się w Batmanie i chcąc go do siebie przekonać zaczęła oczyszczać Gotham z przestępców, jednak jej metody nie spodobały się Batmanowi. W końcu Selina porzuciła życie superbohaterki, ustatkowała się i otworzyła sklep zoologiczny. Pewnego dnia ciężko ranny Batman przyszedł do niej po pomoc, ona jednak związała go i pozwoliła mu umrzeć. Opowiedziawszy historię, Selina wybiega z pomieszczenia. Obserwujący własny pogrzeb Batman stwierdza, że w ten sposób zginął nie on, lecz Robin Hood. Nad trumną staje Alfred. Opowiada o tym, jak po śmierci ojca został zmuszony do porzucenia pracy w cyrku i poznał młodego Bruce’a Wayne’a i jego rodziców. Po śmierci matki i ojca Bruce wpadł w rozpacz. Pewnego dnia wyjechał na miasto walczyć z przestępcami, potem zaś zaczął przebierać się za nietoperza. Alfred zauważył, że walka ze złem pomaga Bruce’owi, namówił więc swoich dawnych kolegów z cyrku do udawania przestępców m.in. Człowieka-Zagadki i Pingwina, sam zaś przebierał się za Jokera. Bruce odkrył podstęp kamerdynera, postanowił jednak dalej walczyć z przestępcami. Udający Człowieka-Zagadkę Eddie Nashton zaczął uważać się za prawdziwego przestępcę i zastrzelił Batmana, Alfred zaś postanowił pochować go jak należy. Alfred opuszcza pomieszczenie. Batman dostrzega tajemniczą kobietę.

### Część druga
Batmana wspominają Szalony Kapelusznik, Joker, Robin, Ra’s al Ghul, Superman. Kobieta, którą widział Batman okazuje się jego matką. Rozmawiają oni o życiu pozagrobowym, następnie Batman wspomina morderstwo swoich rodziców oraz czytaną w dzieciństwie książeczkę na dobranoc. Matka mówi Bruce’owi, że nie pójdzie on do Nieba ani do Piekła, ponieważ jedyną nagrodą za bycie Batmanem jest pozostanie Batmanem. Batman żegna się ze swoim życiem. Wyświetlony na niebie znak w kształcie nietoperza zmienia się w ręce lekarza odbierającego poród. Bruce Wayne znów jest noworodkiem.

## Nagrody
Komiks SFX Sci-Fi Award 2010 za najlepszy komiks oraz nominację do Nagrody Hugo 2010 w kategorii „najlepsza powieść graficzna”.